# Wiesława Frejmanówna / Leonard Jakubowski / Orkiestra Tangowa Piotra Szymanowskiego
Wiesława Frejmanówna / Leonard Jakubowski / Orkiestra Tangowa Piotra Szymanowskiego – split, minialbum (EP) nagrany przez polskich piosenkarzy Wiesławę Frejmanównę (z Zespołem Mieczysława Janicza) i Leonarda Jakubowskiego (z towarzyszeniem Zespołu Górkiewicza i Skowrońskiego) oraz Orkiestrę Tangową Piotra Szymanowskiego.
Autorką piosenki „Tobie dałam serce me”, w oryginale „Mon Coeur est un Violon”, jest Miarka Laparcerie. Słowa 
powstały na podstawie wiersza Jeana Richepina, a piosenkę śpiewała w 1945 Lucienne Boyer. Utwór był też wykorzystany w filmie Little Boy Lost, do którego Laparcerie napisała muzykę (główną rolę zagrał Bing Crosby). 
Płyta (tzw. czwórka) odtwarzana z prędkością 45 obr./min., wydana została w 1957 przez Polskie Nagrania „Muza”
z numerem katalogowym N 0040  (numery matryc – strona a: A-98, strona b: A-94). Ukazało się również wydanie
wytłoczone w pionkowskim Pronicie (z identyczną numeracją).

## Lista utworów
Strona A
| 1. | „Tobie dałam serce me” slow-fox (muz. Miarka Laparcerie, sł. Ola Obarska) Wiesława Frejmanówna | 3:20  |
|    |                                                                                                |       |
| 2. | „Dzień w dzień” foxtrot (muz. Antoni Szaliński, sł. Jan Gałkowski) Leonard Jakubowski          | 3:10  |
|    |                                                                                                |       |
|    |                                                                                                | 06:30 |
|    |                                                                                                |       |
Strona B
| 3. | „Cichy szept” tango (muz. Cz. Uzdowski) Orkiestra Tangowa Piotra Szymanowskiego    | 3:28  |
|    |                                                                                    |       |
| 4. | „Reminiscencje” tango (muz. Tadeusz Hejda) Orkiestra Tangowa Piotra Szymanowskiego | 3:36  |
|    |                                                                                    |       |
|    |                                                                                    | 07:04 |
|    |                                                                                    |       |